# Худин, Александр Николаевич (дипломат)
Алекса́ндр Никола́евич Ху́дин (род. 25 июля 1950) — российский дипломат. Чрезвычайный и полномочный посланник 1 класса (2014).

## Биография
Окончил МГИМО (1972). На дипломатической работе с 1972 года.
- В 1975—1977 годах — сотрудник Посольства СССР на Кипре.
- В 1994—1998 годах — сотрудник Посольства СССР в США.
- В 1998—2003 годах — начальник отдела Департамента Северной Америки, Департамента — Исполнительного секретариата, Генерального секретариата (Департамента) МИД России.
- В 2004—2005 годах — помощник заместителя секретаря Совета безопасности России, начальник департамента Аппарата Совета безопасности России.
- В 2005—2009 годах — заместитель директора Департамента Северной Америки МИД России.
- С 23 декабря 2009 по 24 июля 2017 года — чрезвычайный и полномочный посол России в Намибии[1][2].

## Дипломатический ранг
- Чрезвычайный и полномочный посланник 2 класса (28 ноября 2007)[3].
- Чрезвычайный и полномочный посланник 1 класса (16 декабря 2014)[4].